# كارلو الأول، دوق سافوي
كارلو الأول (28 مارس 1468 - 13 مارس 1490)؛ لُقب بـ المحارب، كان دوق سافوي منذ 1482 حتى وفاته في 1490، وفضلاً عن ذلك كان أول حامل لقب ملك بيت المقدس وقبرص وأرمينيا منذ 1485 حتى وفاته من آل سافوي.
وهو الابن الثاني لـ أميديو التاسع دوق سافوي ويولاند ابنة شارل السابع ملك فرنسا.
كان شارل قريب من الناحيتين لـ الملكة شارلوت من قبرص التي ليس لديها أبناء كانت تدعي أيضا بملكة بيت المقدس وأرمينيا، ليس فقط من والده الذي هو ابن عمتها بطريقة التي تجعل حقوقه تنحدر بشكل طبيعي، وأيضا هي أرملة عمه لويس دي سافوي الذي توفي في 1485، ومع ذلك شارلوت في هذا الوضع هي حاملة الألقاب فليس لديها مملكة كي تحكمها بعد أن نفيت من قبرص منذ الستينيات القرن الخامس عشر من قبل أخيها جيمس الثاني.
بسبب هذه العلاقة المزدوجة تنازلت شارلوت له عن ادعاءاتها لهذه الممالك في 1485 مقابل معاش سنوي لها، بحيث ينحدر من خط الملك يانوس من قبرص وأرمينيا من خلال جدته آن، ومع أواخر القرن الخامس عشر ستصبح الجزيرة ضمن ممتلكات جمهورية البندقية، وفي أواخر القرن السادس عشر فتحها العثمانيين وأصبحت كذلك حتى أواخر القرن التاسع عشر ثم تحت حكم البريطاني، ومع ذلك واصل خلفائه في ادعاء هذه الممالك حتى 1983.